# Náchod (huyện)
Huyện Náchod (tiếng Séc: Okres Náchod) là một huyện (okres) nằm trong vùng Hradec Králové của Cộng hòa Séc. Huyện Náchod có diện tích 851 km², dân số năm 2002 là 112448 người. Thủ phủ huyện đóng ở Náchod. Huyện này có 78 khu tự quản.

## Các khu tự quản
Huyện Náchod có 78 khu tự quản sau: